# Alena Kaluhina
Alena Wiktarauna Kaluhina (belarussisch Алена Віктараўна Калугіна, * 22. Mai 1972 in Nolinsk) ist eine ehemalige belarussische und russische Skilangläuferin.

## Werdegang
Kaluhina, die zunächst für Russland startete, nahm ab Mitte der 1990er Jahre an einigen Weltcuprennen teil, wo sie aber Platzierungen außerhalb der Punkteränge belegte. In der Saison 2001/02 trat sie für Belarus an und kam bei den Olympischen Winterspielen 2002 in Salt Lake City auf den 52. Platz in der Doppelverfolgung, auf den 43. Rang über 10 km klassisch und zusammen mit Swetlana Nageikina, Wera Sjatikowa und Natalja Sjatikowa auf den fünften Platz in der Staffel. In der Saison 2002/03 holte sie in Kawgolowo mit dem 29. Platz über 5 km Freistil und in Falun mit dem 21. Rang im Skiathlon ihre einzigen Weltcuppunkte. Ihre besten Platzierungen bei den nordischen Skiweltmeisterschaften im Val di Fiemme waren der 29. Platz über 10 km klassisch und der fünfte Rang mit der Staffel. Ihre letzten Weltcuprennen absolvierte sie im Januar 2004 in Otepää, die sie auf dem 43. Platz im 15-km-Massenstartrennen sowie auf dem achten Rang mit der Staffel beendete.

## Teilnahmen an Weltmeisterschaften und Olympischen Winterspielen

### Olympische Winterspiele
- 2002 Salt Lake City: 5. Platz Staffel, 43. Platz 10 km klassisch, 52. Platz 10 km Doppelverfolgung

### Nordische Skiweltmeisterschaften
- 2003 Val di Fiemme: 5. Platz Staffel, 29. Platz 10 km klassisch, 33. Platz 15 km klassisch Massenstart, 34. Platz Sprint Freistil